# ضريبة بيئية
الضريبة البيئية أو الضرائب على تلويث المحيط هي أحد الطرق التي تستعملها الحكومات والدول للحد من إنتاج الملوثات البيئية والسلوكيات المضرة بالمحيط. لهذا النوع من الضرائب تمظهرات عدة. ابتداء من الضريبة على السيارات الملوثة للمحيط أكثر من غيره وذلك للتشجيع على استعمال سيارات نظيفة. والضرائب التي تضمن في سعر بعض الخدمات كالتزويد بالتيار الكهربائي وما شابهها من الضرائب على الطاقة والتي هدفها ترشيد استهلاك الطاقة وتغيير سلوك المستهلك. وفي نفس السياق يمكن أيضا اعتبار سندات حقوق التلويث التي تنظم وتظبط كمية الملوثات التي يحق لكل صناعي بثها في المحيط. حيث تشترى هذه الحقوق من الدولة ويمكن بيعها لشركات أخرى إذا ارتأت الشركة ذلك.

## الضرائب المتأثرة
من الأمثلة عن الضرائب التي يمكن تخفيضها أو إلغاؤها عن طريق التحول الضريبي الأخضر ما يلي:
- ضريبة الرواتب والدخل، وبقدر أدنى ضريبة المبيعات
- ضريبة الشركات (الضرائب على الاستثمار وتنظيم المشاريع)
- ضريبة الأملاك على المباني والبُنى التحتية الأخرى

فيما يلي أمثلة عن الضرائب البيئية التي يمكن تطبيقها أو زيادتها:
- ضريبة الكربون على استخدام الوقود الأحفوري بواسطة الغازات الدفيئة الناتجة. لا تفرض هذه الضريبة القديمة عقوبات على إنتاج الغازات الدفيئة (جي إتش جي).
- ضريبة الجمركة على السلع المستوردة التي تحتوي على مُدخلات الطاقة غير البيئية (إلى المستوى اللازم لمعاملة المصنِّعين المحليين بإنصاف).
- ضريبة التقسيم على استخراج المعادن والطاقة ومنتجات الغابة.
- ضريبة الترخيص على التخييم والرحلات مشيًا على الأقدام وصيد الأسماك والصيد والمعدات المرتبطة بها.
- فرض ضرائب محددة على التكنولوجيات والمنتجات المرتبطة بعوامل خارجية سلبية كبيرة.
- ضرائب إدارة المخلفات والرسوم القابلة للاسترداد.
- الضرائب التوجيهية على نفايات مياه الصرف الصحي والتلوث والنفايات الخطرة.
- ضريبة على قيمة الأراضي غير المُحسَّنة.

## هل هي ضريبة تصاعدية أم تنازلية؟
لاقت بعض مقترحات التحول الضريبي الأخضر بعض الانتقادات باعتبارها تنازلية من الناحية المالية (ضريبة بمتوسط معدل ضريبي يتناقص مع زيادة دخل دافعي الضرائب). يستلزم قانون الضرائب على العوامل الخارجية السلبية عادةً فرض ضريبة على عبء الاستهلاك، بما أن الفقراء يستهلكون كميات أكبر ويدخرون أو يستثمرون كميات أقل من دخولهم، فإن أي تحول نحو ضرائب الاستهلاك قد يكون تنازليًا. في عام 2004، أشارت أبحاث معهد دراسات السياسات ومؤسسة جوزيف راونتري إلى أن الضرائب المفروضة على النفايات المنزلية والكهرباء والمياه والنقل سيكون لها أثر أكبر نسبيًا على الأُسر الفقيرة.
بيد أن النُّهج التنظيمية التقليدية يمكن أن تؤثر على الأسعار بنفس الطريقة إلى حد كبير، في حين أنها تفتقر إلى إمكانية إعادة تدوير إيرادات الضرائب البيئية. وعلاوة على ذلك، يتطلب تقييم التوزيع الصحيح على أي تحول ضريبي تحليلًا لخصائص تصميم الأدوات اللازمة له. على سبيل المثال، من الممكن إعادة توزيع إيرادات الضرائب على أساس فردي كجزء من مخطط الدخل الأساسي؛ وفي هذه الحالة فإن الأفراد الأكثر فقرُا سوف يكسبون ما يدفعه المواطن العادي كضرائب بيئية، مع خصم مساهماتهم الصغيرة (سيارة أو شقة صغيرة أو ...). سيكون هذا التصميم تصاعديًا إلى حد كبير. وبدلًا من ذلك، قد يكون للضريبة البيئية تصميم يمثل «شريان الحياة»، الذي يتم فيه تسعير مستويات متواضعة من الاستهلاك تكون منخفضة نسبيًا (حتى بقيمة مجانية مثل استهلاك المياه)، ويتم تسعير مستويات أعلى من الاستهلاك بمعدلات أعلى. وعلاوة على ذلك، يمكن أن تشمل عملية إعادة تدوير إيرادات الضرائب البيئية مجموعة من السياسات تهدف للتقليل من أو لإزالة أي نتيجة تنازلية؛ ويمكن تعويض الزيادة على الضريبة البيئية عن طريق تخفيض ضرائب الدخل أو الاستهلاك (التنازلية). يزعم بعض المؤيدين أن الفائدة الثانية تتمثل في زيادة معدلات تشغيل العمالة أو انخفاض تكاليف الرعاية الصحية مع تكيف السوق والمجتمع مع السياسة المالية الجديدة (وهذه الادعاءات، كما هو الحال مع المطالبة بأن «التخفيضات الضريبية تخلق فرص العمل»، كثيراً ما يكون من الصعب إثباتها أو حلّها حتى بعد حدوثها).
علاوة على ذلك، كثيرًا ما يشعر الفقراء بالتلوث وغيره من أشكال الضرر البيئي بشكل أكبر من غيرهم، إذ أنهم لا يستطيعون «شراء طريقهم للخروج» من مناطق تعاني من تلوث الهواء والماء وما إلى ذلك. هذه الخسائر، على الرغم من العوامل الخارجية، لها آثار حقيقية على الرفاهية الاقتصادية. ومن ثم فإن هذه الأدوات، من خلال الحد من الضرر البيئي، تمتلك أثر ونتيجة تصاعدية إلى حد أكبر.

## وصلات خارجية
- ما المقصود بضريبة "بيجو"؟ وهل يمكنها بالفعل معالجة مشكلات العالم؟